# Paramonacanthus choirocephalus
Paramonacanthus choirocephalus  (лат.) — вид морских лучепёрых рыб семейства единороговых.
Морской, демерсальный, тропический вид. Распространён на коралловых рифах на западе Тихого океана у берегов Таиланда, Малайзии, Филиппин, Индонезии, Новой Гвинеи и Австралии на глубине до 8 м.
Мелкая рыбка длиной до 11 см.